# Matic Šafaric Kolar
Pour les articles homonymes, voir Kolar (homonymie).
Matic Šafaric Kolar, né le 28 juillet 1995 à Slovenj Gradec en Slovénie, est un coureur cycliste slovène.

## Biographie
Matic Šafaric Kolar commence le cyclisme en 2009 à l’âge de 14 ans. 
En 2011, chez les cadets, il devient le premier coureur non italien à remporter la Coppa d’Oro. Il remporte également le championnat de Slovénie de la montagne.  
Il confirme son talent chez les juniors et s’impose lors de la Coppa Montes en 2012. L'année suivante, il remporte une étape du Tour du Frioul-Vénétie julienne juniors. Il termine également deuxième du GP dell'Arno (1.1) et 26e du championnat du monde juniors à Firenze (Italie). 
En 2014 et 2015, il est professionnel au sein de l’équipe continentale slovène Radenska-Ljubljana. Il termine 15e du championnat de Slovénie élite du contre-la-montre en 2015.

## Palmarès sur route
- 2011
  - Coppa d'Oro
- 2012
  - Coppa Montes
- 2013
  - 2e du GP dell'Arno